# Наваратрі
Навара́трі, або Навратрас (санскр. नवरात्रि, бенг. নবরাত্রি) — індуїстське релігійне свято. Дата визначається за індуїстським місячним календарем. Залежно від місцевості Індії Наваратрі святкують один, два або чотири рази на рік, із різними обрядами і об'єктами поклоніння. В перекладі з санскриту слово «наваратрі» означає «дев'ять ночей». 

## Поклоніння під час фестивалю
"Нава" в перекладі з санскриту означає новий і дев'ять, а "Ратрі" означає джняну (знання) і ніч. Свято триває 9 днів і ночей, ночі особливо важливі: згідно тантри, ніч - це найкращий час для шанування Богині. Десятий день - кульмінація свята, день перемоги Дурги над демонами, силами зла. Згідно Пуранам, Велика Богиня Дурґа, уособлення Шакті всіх богів, протягом дев'яти днів і ночей билася з демонами, перемігши, нарешті, наймогутнішого з них Махішасуру. Опис цієї історії зустрічається в Маркандея Пурані, Девібхагавата Пурані, Чанді Пурані та в інших писаннях.
Дотримання приписів та шанування Дурги під час Наваратрі призводить до нового знання, вдосконалення і здоров'я протягом року. Для духовної практики цей час особливо сприятливий - як для реалізації шактійських мантр і садхана, так і для передачі присвят. Садхана, виконувана в ці дні, як правило, має потужний і стабільний результат.
Є два основні Наваратрі - Ашвіні-Наваратрі (осіння) і Васанта-Наваратрі (весняна), а також дві приховані Гупта-Наваратрі, що відзначаються взимку і влітку. Однак деякі бгакти Богині, постійно поклоняються їй, здійснюючи нітья-садхану, шанують її кожен місяць, починаючи з першого місячного дня. Конкретні дати свята розраховуються за місячним календарем, тому не фіксовані:
- Осіннє Наваратрі (Маха-наваратрі або Шардія-наваратрі) святкується, починаючи з першого дня світлої половини місяця (шукла-Пакш) місяця Ашвін.
- Весняне Наваратрі - починаючи з першого дня місяця Чайтра і закінчується святом Рам Навамі.
- Літнє Гупта-Наваратрі - починаючи з першого дня шукла-Пакші місяці Ашадха. У цю Наваратрі особливо сприятливо шанування Варахі, однією з семи матрік в Деві Махатмія.
- Зимове Гупта-Наваратрі відзначається, починаючи з першого дня шукла-Пакши місяця Магха.

Є також Наваратрі, присвячені іншим божествам, наприклад: Датта Наваратрі, Банашанкарі Наваратрі, Шакамбарі Деві Наваратрі та ін, але вони не настільки популярні і відзначаються не скрізь.
В ході цього свята, яке продовжується десять днів і дев'ять ночей, індуїсти вклоняються Навадурга — дев'яти іпостасям Шакті/Деві — жіночій формі Бога, яка часто ототожнюється з дружиною Шиви:
- Шайлапутрі (або Шаїлпутрі) зображується верхи на бику, із квіткою лотоса і тризубом
- Брахмачаріні зображується з чотками і посудиною води у руках, символізує набожність
- Чандрагханта зображується верхи на тигрі із золотистою шкірою, десятьма руками, трьома очима. Двома руками вона благословляє віруючих, а в інших тримає зброю
- Кушманда зображується з вісьмома руками і верхи на тигрі, тримає чотки і зброю
- Скандамата зображується верхи на тигрі поряд із Скандою
- Катьяяні зображується верхи на леві з трьома очима, вісьмома руками, у яких тримає зброю, і золотистою шкірою
- Каларатрі (також Каал Ратрі або Шубхамкарі) зображується чорношкірою з густим волоссям і трьома очима, верхи на віслюку, тримає смолоскип і сокиру
- Махагаурі зображується у вигляді спокійної молодої вродливої жінки із чотирма руками у білому одязі верхи на бику, у руках тримає барабан і тризуб
- Сіддхідхатрі зображується сидячі на тигрі або лотосі, має чотири руки

## Зміст свята
Під час Наваратрі віряни промовляють спеціальні мантри, присвячені божественній матері, дотримуються посту, не миються з милом і не голяться (чоловіки). На десятий день влаштовується велике свято і обід з 56 страв. У південній Індії цей день називають Дасара, у північній — Віджая-дашамі.
Наваратрі вважається одним з найважливіших Ведичних свя. Наваратрі називають також днями Божественної матері. Свято починається в перший день місяця Ашвін і триває дев'ять днів - звідси Дев'ять ночей осені, під час яких вшановується Божественна Мати, або Богиня (Деві). Божественна Мати постає Одним єдиним цілим, але вона шанується в трьох формах - як Дурга, як Лакшмі і як Сарасваті. Божественна Мати є Матір'ю всього всесвіту, а всі люди - її дітьми . 
Протягом перших трьох днів Наваратрі робиться акцент на видаленні більш грубих, поверхневих перешкод за допомогою Богині Дурги. Серце людини забруднено гнівом, жадібністю, ненавистю, пристрастю (пожадливістю), гордістю, ревнощами і тому подібним. Ці «загарбники» серця повинні бути усунені, а серце очищено. Дурга постає войовничею богинею, яка знаходиться в постійному протиборстві зі злом. 
Протягом наступних трьох днів Наваратрі вшановується та ж сама Деві в Її творчому аспекті - Богиня Лакшмі. Що стоїть на розквітлому лотосі і що тримає квіти лотоса в руках, Лакшмі символізує розкриття. Вона є втіленням м'якості, гармонії і досконалості, і людина пізнає Її прихильність у вигляді матеріального і духовного успіху і процвітання. Лакшмі підтримує і живить творче вираження душі. Дурга знищує старі останки старих вад - Лакшмі дає чесноти. Дурга виконує хірургічну операцію, видаляючи хвору частину розуму, Лакшмі виконує загоєння. 
Останні три ночі Наваратрі присвячені шануванню Богині Сарасваті, яка дарує мудрість. Сарасваті приходить, щоб зробити нас просвітленими, показуючи нам приховане: невиявлені сили і потенційне багатство душі. Сарасваті - Богиня Мудрості - дозволяє нам йти поза перепони нашого его і випробувати трансцендентний вимір. Творчі здібності починають розвиватися. Сарасваті знищує невігластво і показує сяйво і велич свідомості. Кульмінаційний момент шанування Деві - досягнення реалізації «Я» - символізується святкуванням Віджайя-Дашамі, святкуванням остаточної перемоги Деві над усіма демонами в десятий день Наваратрі .
Лаліта Панчамі є  день посту для Богині Лаліти і також відомий як Упанг Лаліта Врат. Він випадає на п'ятий день Шарада Наваратрі. Богиня Лаліта також відома як Тріпура Сундарі і Шодаші і одна із Махавідій.
Піст в Лаліта Панчамі більш відомий в Гуджараті і деяких частинах штату Махараштра.